# BACK ON MY FEET
『BACK ON MY FEET』（バック・オン・マイ・フィート）は、日本のビッグ・ビートユニット、BOOM BOOM SATELLITESの9thシングル。2009年7月1日、gr8! recordsより発売。

## 解説
- アルバム『EXPOSED』以来1年8ヶ月ぶりのリリース。
- 初回生産限定盤・通常盤・期間限定生産盤の3形態で発売。詳細は後述。

## 本作の仕様

### 初回生産限定盤
- CD（全4曲収録）+DVDの2枚組
- メンバー撮り下ろしフォトブック仕様
- [ブンブンサテライツ×亡念のザムド]W購入キャンペーン応募券封入

### 期間限定生産盤（9月末まで）
- CD（全1曲収録）+DVDの2枚組
- トールケース仕様
- 「亡念のザムド」描き下ろしジャケット
- 「亡念のザムド」オープニング画コンテブックレット封入
- [ブンブンサテライツ×亡念のザムド]W購入キャンペーン応募券封入

### 通常盤
- CD（全4曲収録）のみ

## 収録曲
全作詞・作曲・編曲：BOOM BOOM SATELLITES

### 期間限定生産盤

#### CD
1. BACK ON MY FEET (6:14)
毎日放送・TBS系アニメ『亡念のザムド』オープニングテーマ

#### DVD
- 「亡念のザムド」TV放送版 オープニング映像
- 「亡念のザムド」PS3版 オープニング映像
- 「BACK ON MY FEET」Music Video
- 「SHUT UP AND EXPLODE」MUSIC VIDEO 「亡念のザムド」Director's Edition

### 初回生産限定盤・通常盤

#### CD
1. BACK ON MY FEET (6:11)
2. ALL IN A DAY (6:59)
3. SPELLBOUND (2:39)
4. CAUGHT IN THE SUN (10:26)

#### 初回特典DVD
- 「BACK ON MY FEET」Music Video

## 収録アルバム
- TO THE LOVELESS - 全曲